# Cucina di Trinidad e Tobago

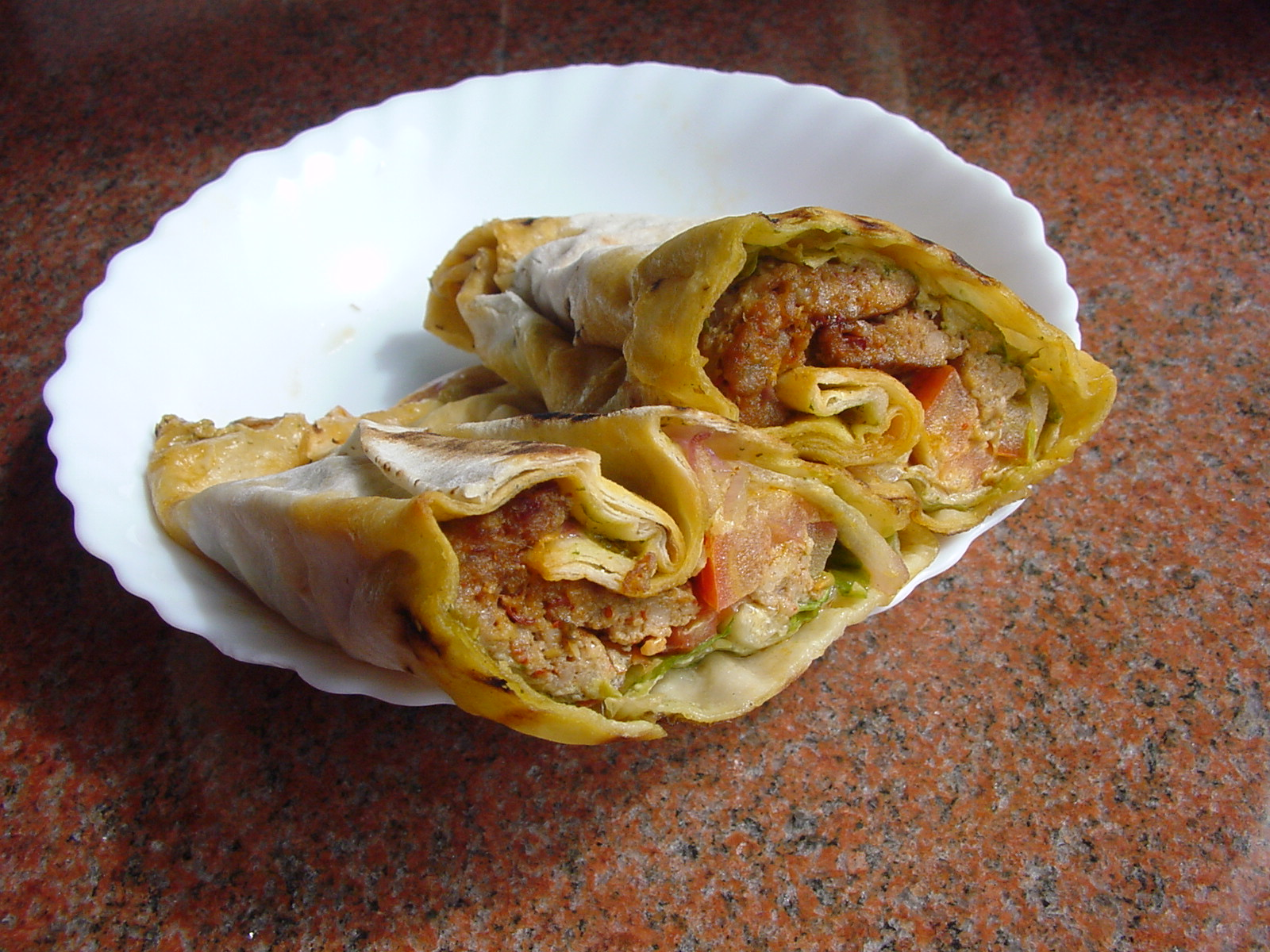
Roti

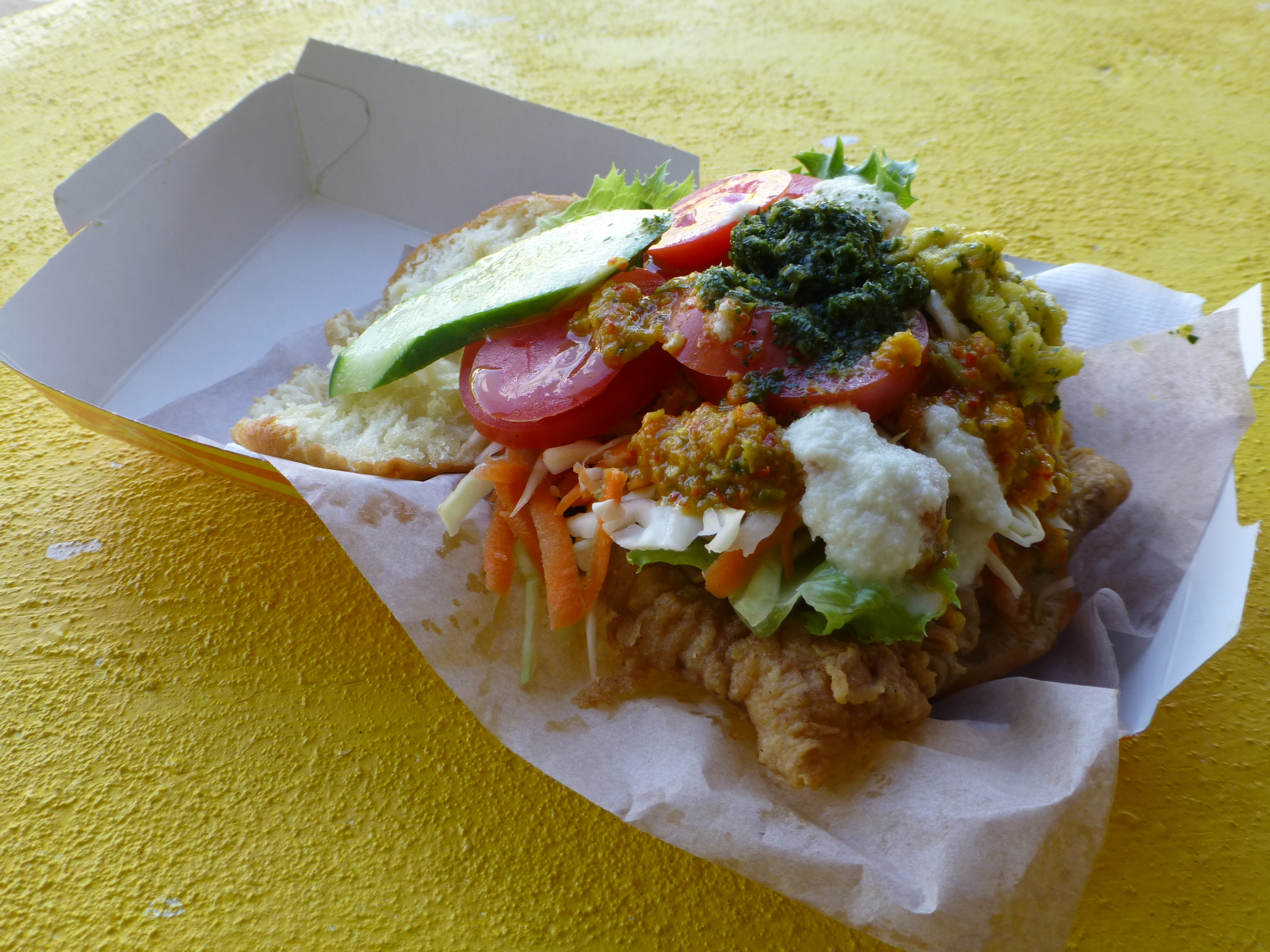
Bake and shark

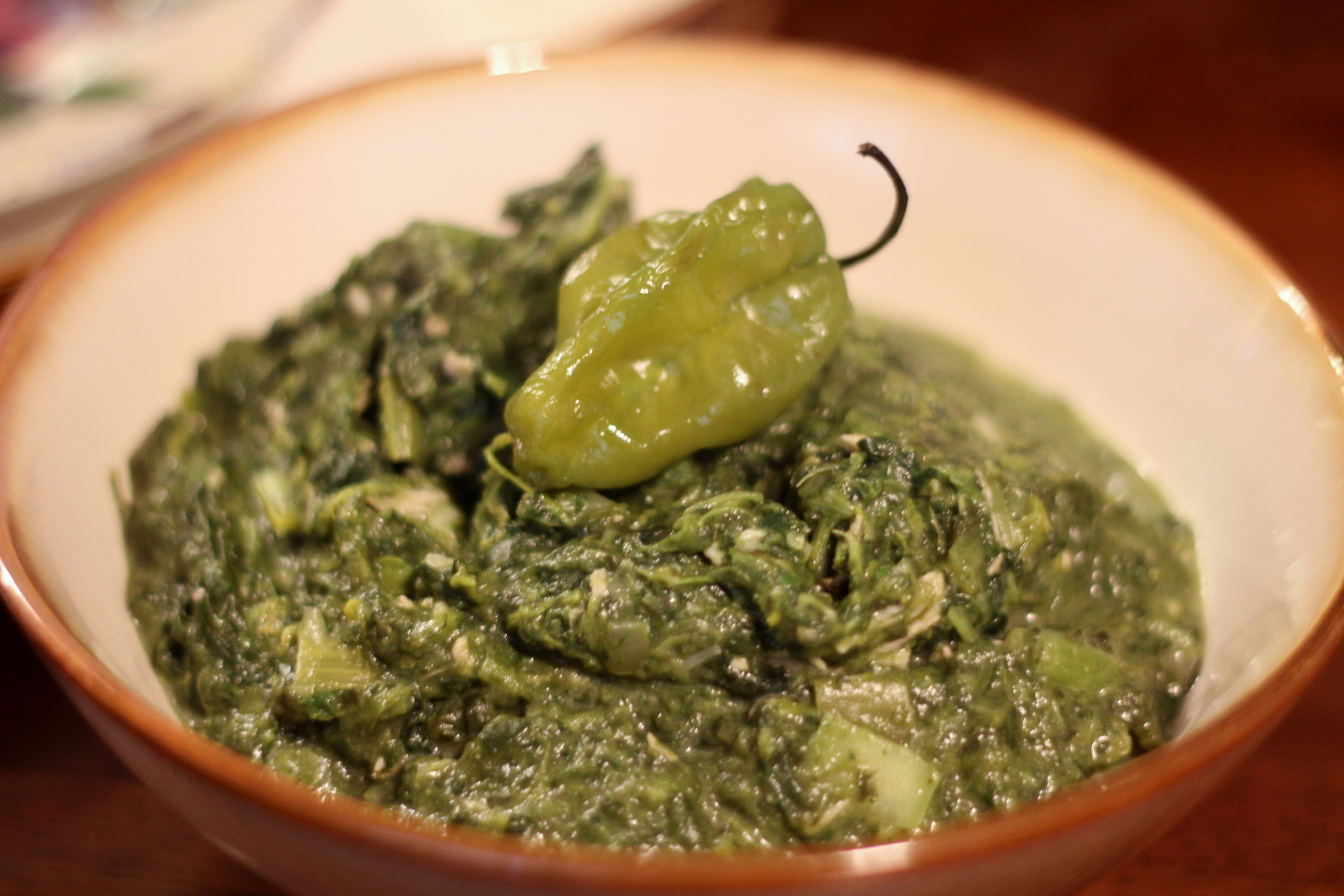
Callaloo

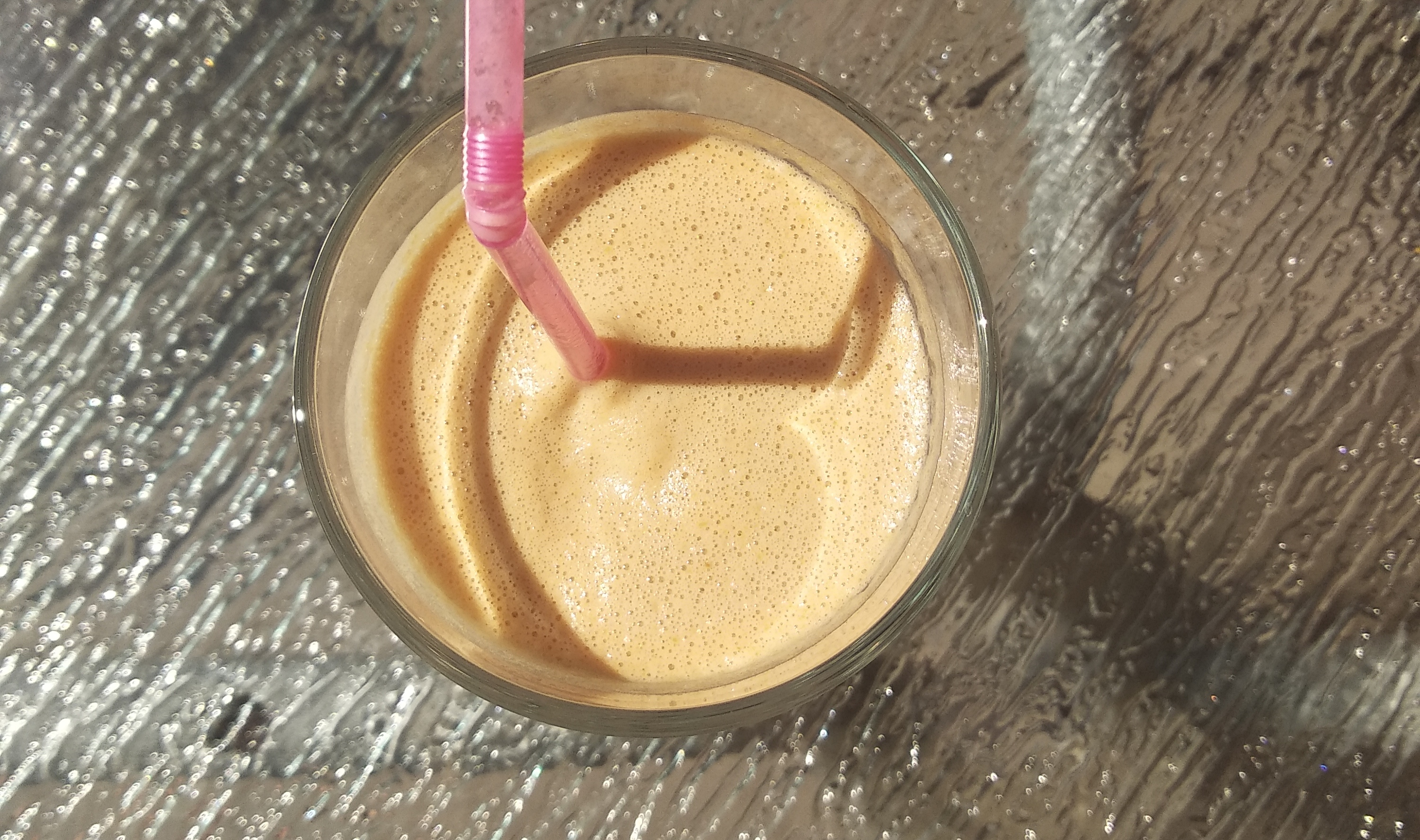
Peanut punch

La cucina di Trinidad e Tobago riflette il mix di culture del paese, ed è una combinazione di cucina africana, cucina creola, cucina indiana, cucina araba, cucina latinoamericana, cucina europea (soprattutto inglese) e cucina dei nativi americani.
Largo uso hanno il pesce, ma anche la carne, soprattutto pollame e carne suina, accompagnate da fagioli, riso, salse piccanti e una gran varietà di spezie. La cucina di Trinidad fa largo uso di peperoncini, e molte varietà di peperoncino provengono da Trinidad, come il Trinidad Scorpion.

## Esempi di piatti trinidadiani
Esempi di piatti di Trinidad e Tobago:
- Molte varietà di curry
- Roti, di norma ripieno di curry
- Doubles, tipico cibo di strada composto da due sottili frittelle salate ripiene di ceci al curry
- Bake and shark, altro popolare cibo da strada, un panino ripieno di squalo fritto e verdure
- Callaloo, considerato il piatto nazionale nella versione locale a base di foglie di taro stufate e granchio[4]
- Pelau, piatto di riso con carne, legumi
- Fish broth, specialità dell'isola di Tobago, zuppa di pesce simile alla bouillabaisse
- Chutney
- Pakoris, antipasto a base di farina di piselli e verdure
- Pastelle, variante locale dei tamales
- Rum cake, dolce al rum e frutta secca
- Chilli bibi (detto anche sam sam), dolce a base di mais tostato e zucchero di canna
- Chicken foot souse, zuppa a base di zampe di gallina

## Esempi di bevande tipiche
- Peanut punch una bevanda al burro di arachidi
- Mauby
- Rum
- Latte di cocco